# Heber Valley Railroad
| Lok 1744 im Deer Valley, August 1982 |                      |                                              |                                              |
| Der nördliche Teil der Heber Valley Railroad |                      |                                              |                                              |
| Streckenlänge: | 44,9 km              |                                              |                                              |
| Spurweite: | 1435 mm (Normalspur) |                                              |                                              |
| Maximale Neigung: | 7,1 ‰                |                                              |                                              |
| |                      |                                              |                                              |
| \| \| \| Utah Railway (UTAH) nach \| \| \| \| \| Salt Lake City und Grand Junction (Colorado) \| \| \| \| 0,0 \| Provo \| 1387 m ü. M. \| \| \| 1,8 \| Smoot \| Smoot \| \| \| 9,3 \| Hale \| Hale \| \| \| \| Provo River \| \| \| \| \| Provo River \| \| \| \| 14,9 \| Nunn´s \| Nunn´s \| \| \| \| Old Provo Canyon Road \| \| \| \| 17,0 \| Upper Falls \| Upper Falls \| \| \| 18,9 \| Vivian Park \| 1584 m ü. M. \| \| \| \| S Fork Road \| \| \| \| \| Provo River (23 m) \| \| \| \| \| Old US 189 \| \| \| \| \| US 189 \| \| \| \| \| Provo Deere Creek \| \| \| \| 27,7 \| Wallsburg Ausweichstelle \| Wallsburg Ausweichstelle \| \| \| 33,8 \| Scotts Hollow Ausweichstelle \| Scotts Hollow Ausweichstelle \| \| \| 38,5 \| Soldier Hollow \| 1652 m ü. M. \| \| \| 38,9 \| Charleston Ausweichstelle \| Charleston Ausweichstelle \| \| \| \| S Center Street \| \| \| \| \| Snake Creek (29 m) \| \| \| \| \| Provo River (44 m) \| \| \| \| \| Lower Charleston Canal \| \| \| \| \| Upper Charleston Canal \| \| \| \| \| Casperville Road \| \| \| \| \| Edwards Lane \| \| \| \| 42,8 \| Abstellgleis \| Abstellgleis \| \| \| \| W 1200 S \| \| \| \| \| S Fld Rd \| \| \| \| \| 650 S \| \| \| \| 44,9 \| Heber City \| 1697 m ü. M. \| \| \| \| \| \| \| Quellen: [1][2] \| \| \| \| |                      |                                              |                                              |
| |                      | Utah Railway (UTAH) nach                     |                                              |
| Abzweig von links und von rechts |                      | Salt Lake City und Grand Junction (Colorado) | Salt Lake City und Grand Junction (Colorado) |
| Kopfbahnhof Strecke ab hier außer Betrieb | 0,0                  | Provo                                        | 1387 m ü. M.                                 |
| Haltepunkt / Haltestelle (Strecke außer Betrieb) | 1,8                  | Smoot                                        | Smoot                                        |
| Haltepunkt / Haltestelle (Strecke außer Betrieb) | 9,3                  | Hale                                         | Hale                                         |
| Brücke über Wasserlauf (Strecke außer Betrieb) |                      | Provo River                                  | Provo River                                  |
| Brücke über Wasserlauf (Strecke außer Betrieb) |                      | Provo River                                  | Provo River                                  |
| Haltepunkt / Haltestelle (Strecke außer Betrieb) | 14,9                 | Nunn´s                                       | Nunn´s                                       |
| Bahnübergang (Strecke außer Betrieb) |                      | Old Provo Canyon Road                        | Old Provo Canyon Road                        |
| Haltepunkt / Haltestelle (Strecke außer Betrieb) | 17,0                 | Upper Falls                                  | Upper Falls                                  |
| Haltepunkt / Haltestelle Strecke bis hier außer Betrieb | 18,9                 | Vivian Park                                  | 1584 m ü. M.                                 |
| Bahnübergang |                      | S Fork Road                                  | S Fork Road                                  |
| Brücke über Wasserlauf |                      | Provo River (23 m)                           | Provo River (23 m)                           |
| Brücke |                      | Old US 189                                   | Old US 189                                   |
| Strecke mit Straßenbrücke |                      | US 189                                       | US 189                                       |
| Brücke über Wasserlauf |                      | Provo Deere Creek                            | Provo Deere Creek                            |
| Dienststation / Betriebs- oder Güterbahnhof | 27,7                 | Wallsburg Ausweichstelle                     | Wallsburg Ausweichstelle                     |
| Dienststation / Betriebs- oder Güterbahnhof | 33,8                 | Scotts Hollow Ausweichstelle                 | Scotts Hollow Ausweichstelle                 |
| Haltepunkt / Haltestelle | 38,5                 | Soldier Hollow                               | 1652 m ü. M.                                 |
| Dienststation / Betriebs- oder Güterbahnhof | 38,9                 | Charleston Ausweichstelle                    | Charleston Ausweichstelle                    |
| Bahnübergang |                      | S Center Street                              | S Center Street                              |
| Brücke über Wasserlauf |                      | Snake Creek (29 m)                           | Snake Creek (29 m)                           |
| Brücke über Wasserlauf |                      | Provo River (44 m)                           | Provo River (44 m)                           |
| Brücke über Wasserlauf |                      | Lower Charleston Canal                       | Lower Charleston Canal                       |
| Brücke über Wasserlauf |                      | Upper Charleston Canal                       | Upper Charleston Canal                       |
| Bahnübergang |                      | Casperville Road                             | Casperville Road                             |
| Bahnübergang |                      | Edwards Lane                                 | Edwards Lane                                 |
| Abzweig geradeaus und von links | 42,8                 | Abstellgleis                                 | Abstellgleis                                 |
| Bahnübergang |                      | W 1200 S                                     | W 1200 S                                     |
| Bahnübergang |                      | S Fld Rd                                     | S Fld Rd                                     |
| Bahnübergang |                      | 650 S                                        | 650 S                                        |
| Kopfbahnhof Streckenende | 44,9                 | Heber City                                   | 1697 m ü. M.                                 |
| |                      |                                              |                                              |
| Quellen: |                      |                                              |                                              |

Die Heber Valley Railroad (HVRX) ist eine Eisenbahngesellschaft in Heber City im US-Bundesstaat Utah. Die ihr gehörende Strecke wurde von der Denver and Rio Grande Western Railroad ab 1896 erbaut und bis 1968 betrieben. Ab 1970 wurde sie, mit Unterbrechungen, als Touristikbahn weitergeführt. Heute wird die Strecke von Heber City bis Vivian Park befahren. Betreiber ist die Heber Valley Historic Railroad Authority.

## Geschichte

### Der Beginn
Bereits in den 1850er Jahren entstanden Pläne, den Provo Canyon als mögliche Route für eine Transkontinentalbahn zu nutzen. Die Utah Midland Railroad, die eine Tochtergesellschaft der Colorado Midland war, hatte Heber in ihre Expansionspläne aufgenommen, wie aber viele Eisenbahnprojekte wurde dieses Strecke nie gebaut.
Die Bürger der Stadt Heber drängten weiter darauf, eine Bahnstrecke in ihrer Gemeinde zu bauen. Im Frühjahr 1896 begann die Denver and Rio Grande Western Railroad (1899 als Rio Grand Western reorganisiert) eine Route durch den Provo Canyon zu vermessen. Dagegen sprach sich die Telluride Power Transmission Company aus, die Pläne hatte, einen Stausee innerhalb des Canyons zu bauen, um mit dem Wasser ihr neues Kraftwerk zu speisen. Es folgten mehrere Gerichtsverfahren, diese wurden zu Gunsten der Rio Grande Western entschieden.
Die Bauarbeiten begannen am 20. März 1899 mit den Planierarbeiten bis zum Provo Canyon. Die ersten Gleise wurden bis zum 24. April gelegt. Der Bau wurde unter der Schirmherrschaft der Utah Eastern Railway durchgeführt, einer Tochtergesellschaft der Rio Grande Western, die 1897 gegründet worden war, um eine Strecke von Heber aus nach Norden über Wolf Creek und Duchene Pass zu bauen. Des Weiteren sollte eine Zweigstrecke nach Osten nach Park City (Utah) gebaut werden, was jedoch nie ausgeführt wurde.
Der erste Rio-Grande-Western-Zug fuhr am 21. September 1899 in Heber ein. Der Bürgermeister von Heber, Abraham Hatch, und der Bürgermeister von Provo, L.O. Taft, fuhren bis zum Streckenende, um den letzten Nagel der Strecke einzuschlagen.
Der reguläre Zugverkehr zwischen Provo und Heber wurde im Oktober 1899 aufgenommen. Die Rio-Grande-Western-Züge durch den Provo Canyon waren gemischte Züge für die Personen- und Güterbeförderung. Laut Fahrplan verließ Zug Nr. 51 Heber um 6:40 Uhr und kam um 8:20 Uhr in Provo an. Die Rückleistung war Zug Nr. 52, der Provo um 9:30 Uhr verließ und um 11:10 Uhr Heber erreichte. Ein weiterer Zug, mit der Nummer 53/54, verließ Heber um 14:20 Uhr und kehrte um 20:05 Uhr wieder zurück. Während der Fahrt wurde mehrfach der Wasservorrat der Lokomotiven ergänzt.

### Die glorreichen Jahre
Der Transport von landwirtschaftlichen Erzeugnissen war eine wichtige Einnahmequelle. 1915 verzeichnete die Rio Grande 740 Güterwagen, die  Heber verließen,  darunter 360 Wagen mit Schafen. In den 1920er und 1930er Jahren verließen mehr Schafe den Bahnhof Heber als an jedem anderen Bahnhof in den Vereinigten Staaten. Um Heber bestand zu dieser Zeit eine der größten schafproduzierenden Region der Welt. Rio Grande unterhielt in Heber und in Wallsburg große Viehgatter.

### Der Niedergang
1921 fusionierten die Rio Grande Western und die Denver & Rio Grande zur Denver and Rio Grande Western Railroad  (D&RGW). Der Automobilverkehr machte Fortschritte, obwohl die Straßen in der Umgebung oft schlecht waren. In den 1920er Jahren wurden die Züge Nr. 51–54 eingestellt und dafür der Zug Nr. 308/307 mit Zweiter Klasse eingeführt. Er verließ Provo um 7:00 Uhr nach Heber und kehrte um 11:05 Uhr zurück, er verkehrte täglich außer sonntags und fuhr mit der zulässigen Geschwindigkeit von 32 km/h. In den 1930er Jahren wurde der Highway Nr. US-189 von Provo nach Heber gebaut. Dies machte die Reise nach Heber City mit dem Automobil viel einfacher. Die Bauern im Heber Valley konnten nun wählen, ob sie ihre Waren per LKW oder mit der Bahn transportieren wollten.
Große Veränderungen gab es 1938 im Provo Canyon. In diesem Jahr kamen das U.S. Army Corps of Engineers und das Bureau of Reclamation nach Heber City, um dort einen Damm zu bauen, der das Wasser des Deer Creeks aufstauen sollte. Eine Hindernis für den Bau waren die D&RGW-Gleise, die mitten im Tal verliefen. Drei Jahre arbeitete das Corps daran, die Strecke vom Talboden auf einen Felsvorsprung auf der Westseite des Tals zu verlegen. Bauleiter war Bauingenieur Ellis L. Armstrong. Die neue Trasse zweigte zwischen Kilometer 24 und 25 im Provo Canyon von der ursprünglichen Strecke ab und wurde auf der Westseite von der Week’s Linie zur Westseite des Heber Valley geführt. Ein Baulager wurde an der ursprünglichen Strecke von 1899 errichtet, an der sich heute der Damm befindet.
Die Fertigstellung erfolgte 1939. Im Hebertal wurden zwei neue Brücken über den Provo River und über den Snake Creek gebaut. Ab 1940 befuhren die Züge die neue Strecke, die alte Strecke wurde abgerissen. Die neue Strecke von der Baufirma auch genutzt, um Baumaterial zu befördern. Über zwei Jahren wurden Hunderte Tonnen Gestein pro Woche von der Abzweigung des Steinbruchgeländes (am heutigen Kilometerstein 18,5) zur Baustelle gebracht. Der Staudamm wurde 1942 fertiggestellt. Nach Abschluss des Neubauprojektes nahm der Güterverkehr während des Zweiten Weltkriegs wieder zu. Nach Kriegsende 1945 sanken dann aber sowohl die Fracht- als auch die Fahrgasteinnahmen erneut, da sich immer mehr Menschen für den US-Highway 189, anstelle der Eisenbahn entschieden.
Bis 1947 wurden Personenwagen nur noch an den „Heber Local“ angehängt, wenn es Fahrgäste gab. Mitte der 1960er Jahre gab es so gut wie keinen Güterverkehr mehr. Rinder und Schafe wurden per Lastwagen aus dem Hebertal abtransportiert. Der größte verbliebene Auftraggeber war ein Holzbetrieb in Heber City, der sich auf dem D&RGW-eigenen Land neben dem Heber-Depot befand. Mitte der 1960er Jahre fuhr die Rio Grande nur noch zunächst jeden zweiten Tag, ab 1966 nur noch einmal pro Woche, nach Heber. 1967 fuhr der Zug nur noch wenige Male im Monat. So begann die Denver & Rio Grande Western Pläne zur Schließung der Provo Canyon Linie zu erstellen. Mit einem Nettoverlust aus dem Betrieb der Strecke beantragte die D&RGW die Einstellung. Diese wurde von der Interstate Commerce Commission genehmigt. Der letzte Rio Grande-Güterzug verließ 1968 Heber.

### Der Neubeginn ab 1970
Nachdem die D&RGW die Strecke stillgelegt hatte, wurden die Gleise vom Utah Department of Transportation gekauft. Die Schienen sollten abgebaut und die Straße US-189 von der Ostseite des Tals auf die Westseite verlegt werden. Die Anwohner waren entschlossen, dieses Stück Eisenbahngeschichte von Utah zu bewahren.
1970 wurde die Strecke, dank der Bemühungen lokaler Bürger, vor der Zerstörung gerettet. Eine neue Gesellschaft wurde gegründet, die von Lowe Ashton und anderen Geschäftsleuten aus Heber City zusammen mit der National Railway Historical Society geleitet wurde. Es sollten Dampfzüge von Heber City nach Bridal Veil Falls gefahren werden, die Strecke wurde nun als Wasatch Mountain Railway bekannt.
Für den Betrieb erwarb die Gruppe die Dampflok Nr. 618 2-8-0, der Union Pacific, vom Messegelände in Salt Lake City und kaufte mehrere Lokomotiven und Wagen aus Kalifornien und Washington State. Die privat geführte Wasatch Mountain Railway war von 1971 bis 1990 in Betrieb, teilweise unter verschiedenen Namen, aber immer als „Heber Creeper“.
Trotz des Versuchs des Staates Utah, sie zu kaufen, stellte die Gesellschaft 1990 den Betrieb wieder ein. Fast alle Lokomotiven und Personenwagen mit Ausnahme der Dampflokomotive Nr. 618 und einer kleinen Davenport-Diesellok wurden 1992 an das Nevada State Railroad Museum verkauft. Wie 1970 kam jedoch die Gemeinde der Eisenbahnstrecke zu Hilfe.

### Die Heber Valley Historic Railroad Authority ab 1992
1992 gründete der Bundesstaat Utah eine staatliche Behörde, die Heber Valley Historic Railroad Authority, um die Strecke weiter zu betreiben. Es wurde eine Million US-Dollar bereitgestellt, um unter der Leitung von Ken McConnell Lokomotiven und Wagen zu beschaffen und die Gleise zu erneuern.
Drei Personenwagen wurden in North Carolina gefunden, eine Diesellokomotive auf der Hill Air Force Base in Clearfield (Utah) und ein alter Caboose in Salt Lake City. Sie wurden mit der ehemaligen Union Pacific Diesellokomotive D.S. 1011, die dem Utah State Parks Department gehörte, restauriert. Die Heber Valley Historic Railroad wurde am 8. Mai 1993 in Betrieb genommen. Die Gleise wurden zwischen 1993 und 1994 von Heber City bis zum Vivian Park komplett umgebaut. 1994 wurde eine neue Lokomotivwerkstatt mit zwei Ständen und 2001 ein neues Depot errichtet.
Die Dampflokomotive Nr. 618, die sich 1992 in einem schlechten Zustand befand, wurden zwischen 1994 und 1995 gründlich überholt und 2008 erneut aufgearbeitet. 1996 wurde eine größere und leistungsstärkere Diesellokomotive Nr. 1813 angeschafft. 1999 wurde eine komplette Zuggarnitur, der „Movie Train“, bestehend aus der Dampflokomotive Nr. 75 und mehreren Personen- und Güterwagen, beschafft. Die Strecke wird mit vielen Teilen aus Utah und dem ganzen ländlichen Amerika während der „Goldenen Jahre“ der US-Eisenbahn zwischen 1920 und 1950 betrieben.

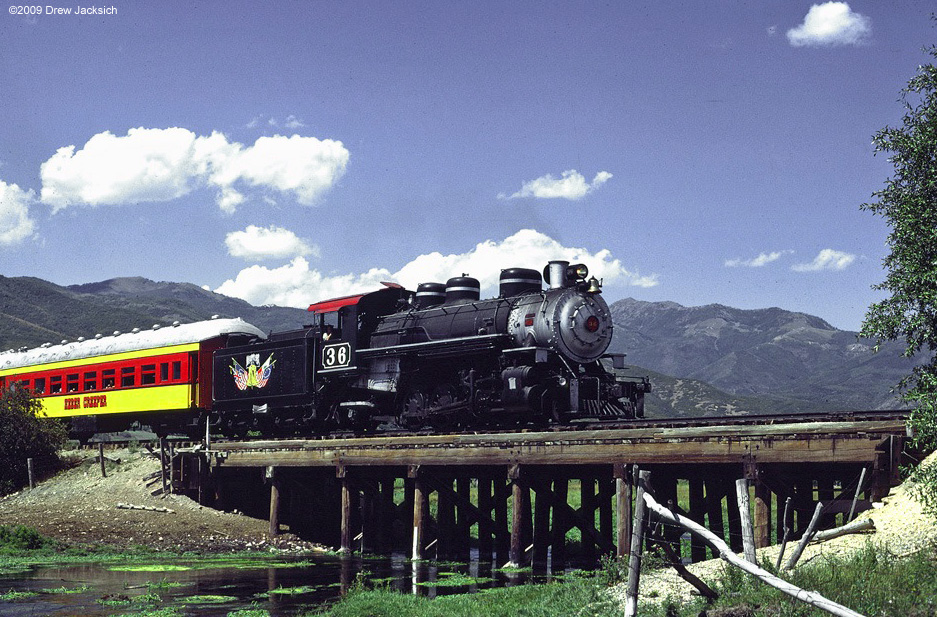
Lok 36 auf einer Trestle Bridge
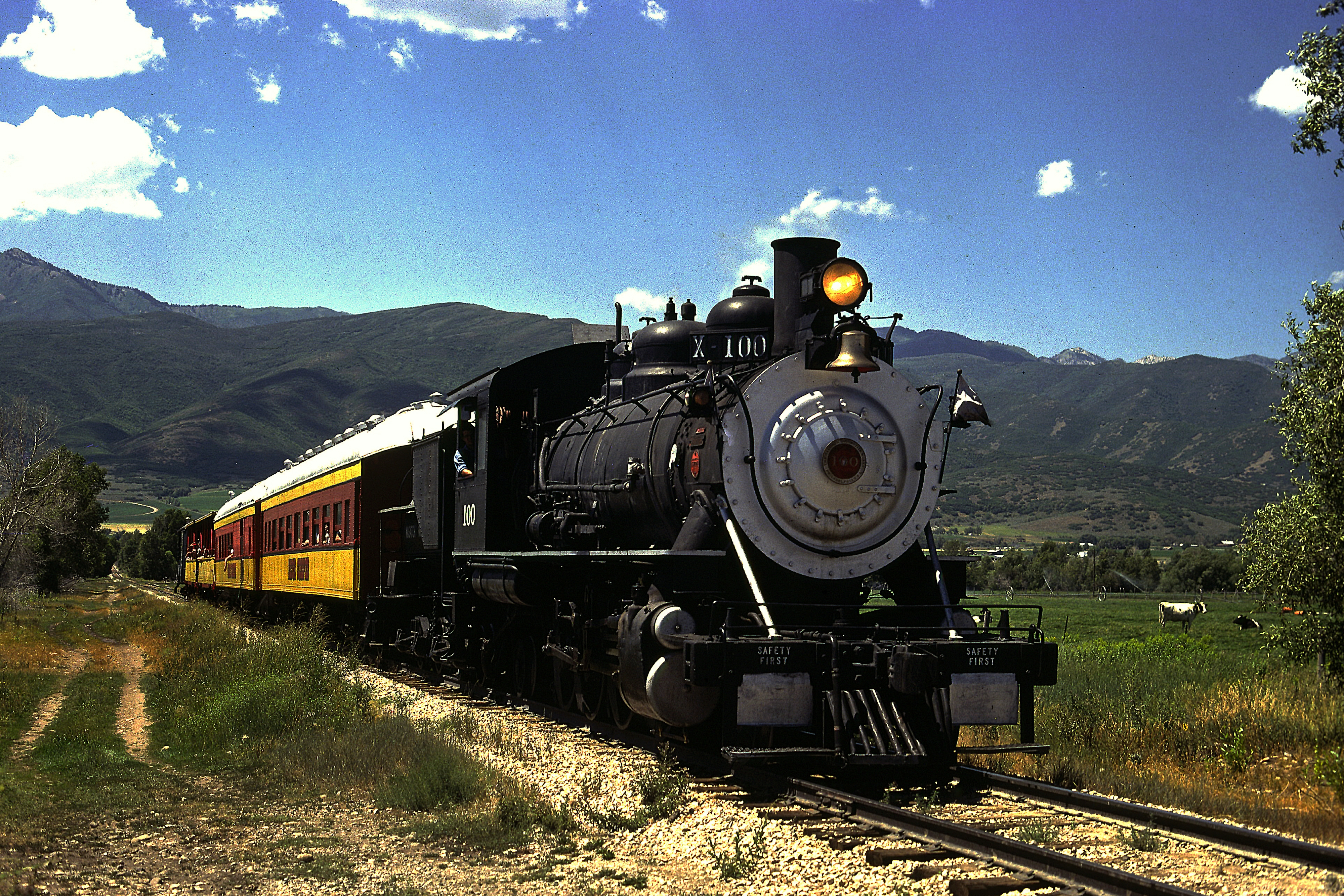
Lok 100 2-8-2 im Juli 1979
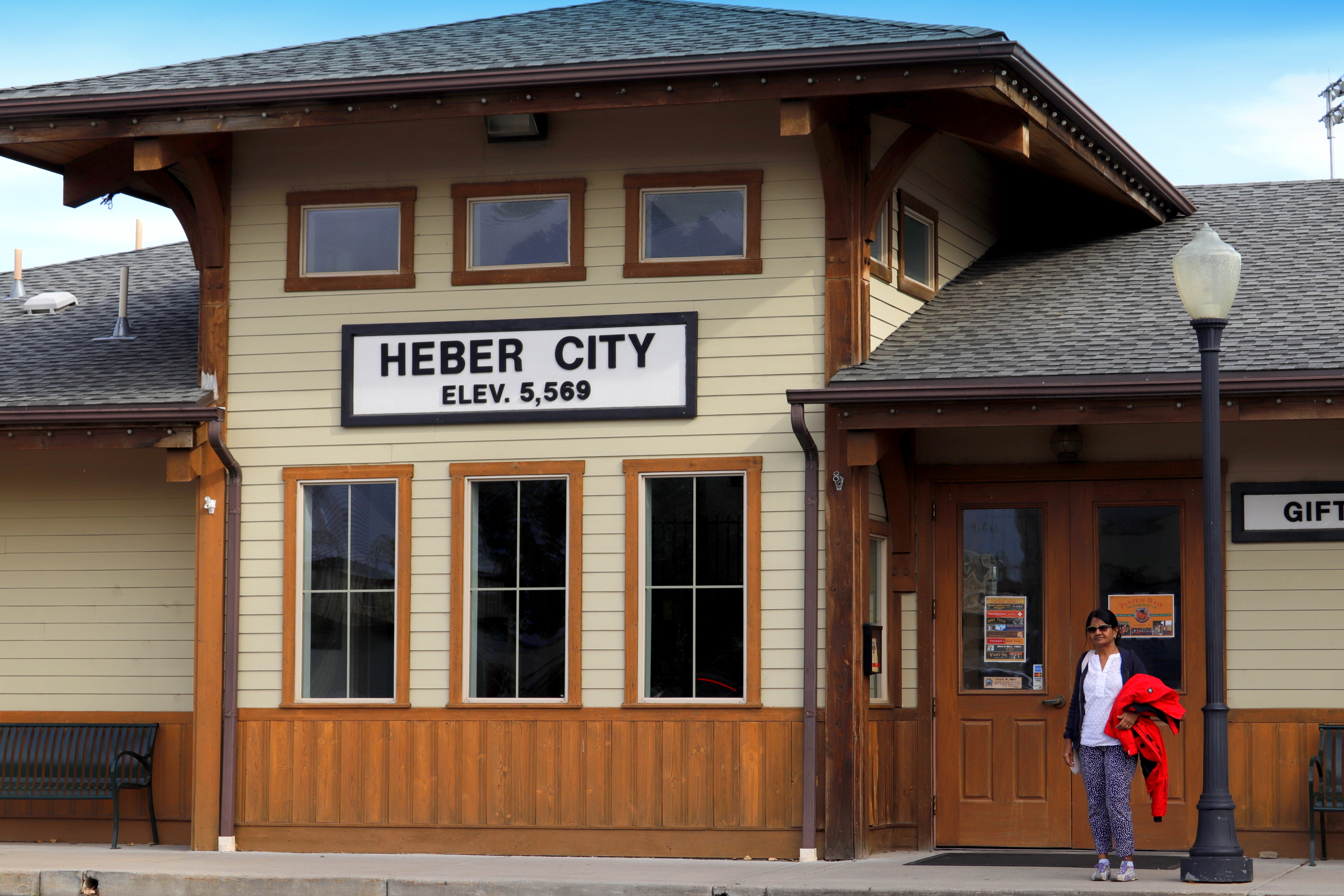
Der Bahnhof von Heber City
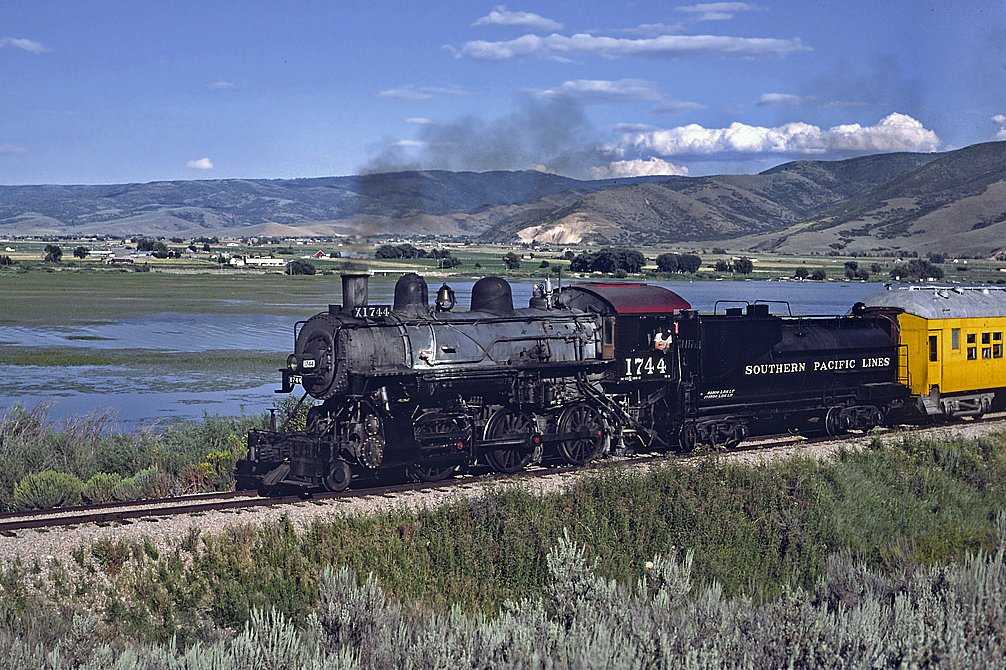
Lok 1744 vor dem Deer Creek-Stausee
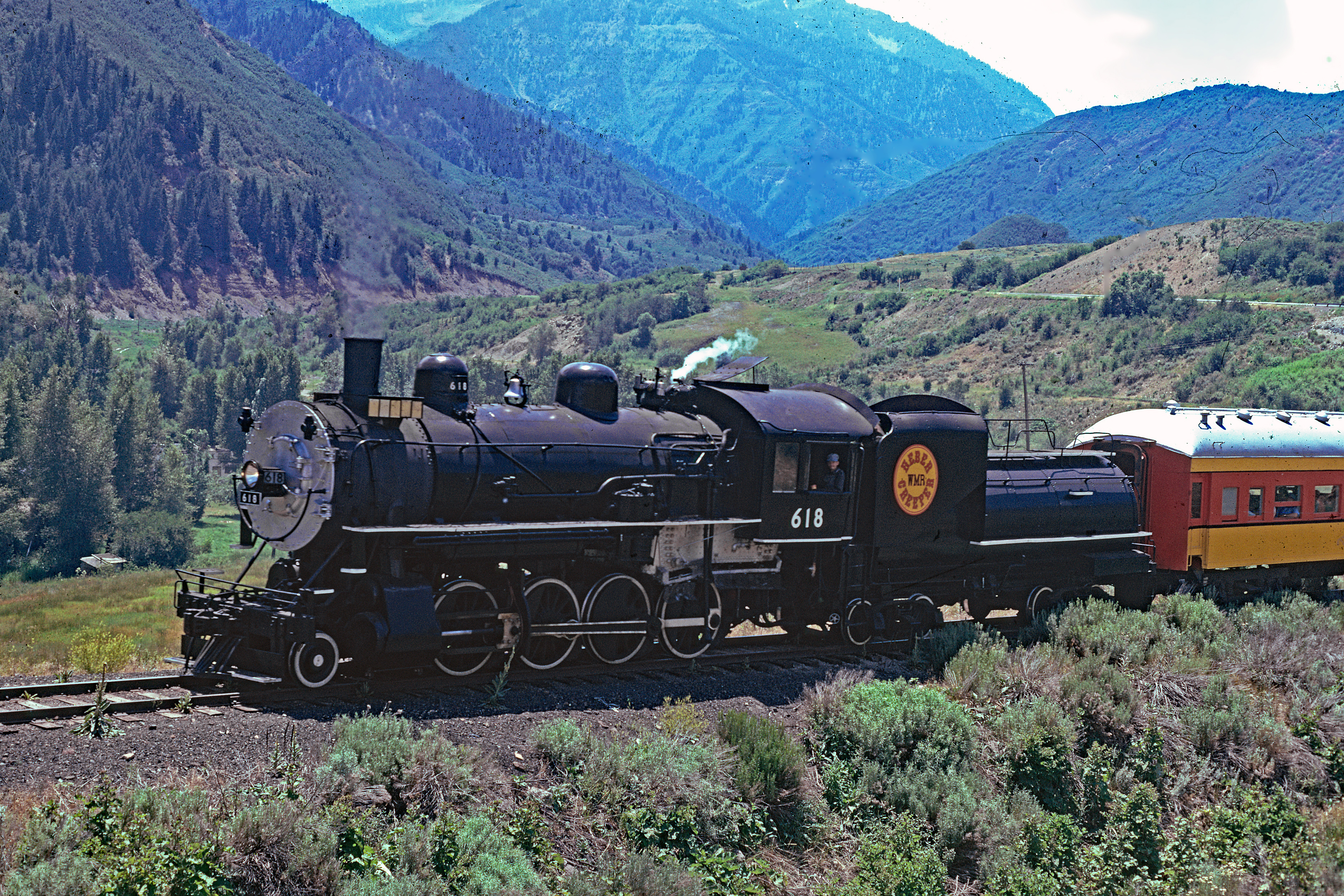
Lok 6180 im Heber Valley, August 1977

## Fahrzeuge aktuell
| Dampflokomotiven              |                                                                      |       |                     |      | |  |
| 75                            | Baldwin Locomotive Works                                             | 31778 | 2-8-0 Consolidation | 1907 | wurde 2016 revidiert wieder in Betrieb genommen                                                                               |  |
| 300                           | Baldwin Locomotive Works                                             | 58379 | 0-6-0               | 1925 | 2003 von der Geneva Recreation Association erworben, besitzt Kolbenventile, Leistungsumkehr und einen Westinghouse-Kompressor |  |
| 618                           | Baldwin Locomotive Works                                             | 31250 | 2-8-0 Consolidation | 1907 | seit 2021 wartet die Lok auf eine Kesselinspektion und soll in Zukunft wieder eingesetzt werden                               |  |
| Diesellokomotiven             |                                                                      |       |                     |      | |  |
| 1218                          | Davenport Locomotive Works                                           | 3366  | B-B                 | 1953 | seit 1993 in Heber |  |
| dieselelektrische Lokomotiven |                                                                      |       |                     |      | |  |
| GP9 296                       | General Motors Electro-Motive Division bzw. Progress Rail Locomotive | 19893 | Bo'Bo'              | 1954 | seit Dezember 2015 in Heber                                                                                                   |  |
| MRS-1 1813                    | General Motors Electro-Motive Division bzw. Progress Rail Locomotive | 15878 | Co'Co'              | 1952 | defekt, steht seit 2021 zum Verkauf                                                                                           |  |
| NW2 1011                      | General Motors Electro-Motive Division bzw. Progress Rail Locomotive | 1124  | Bo'Bo'              | 1940 | im April 2016 komplett revidiert                                                                                              |  |
| NW2 1043                      | General Motors Electro-Motive Division bzw. Progress Rail Locomotive | 3429  | Bo'Bo'              | 1946 | stand 2021 zum Verkauf |  |
| RPCX 52                       | General Motors Electro-Motive Division bzw. Progress Rail Locomotive | 23224 | B-B                 | 1957 | seit November 2018 in Heber                                                                                                   |  |
| RPCX 77                       | General Motors Electro-Motive Division bzw. Progress Rail Locomotive | 23236 | B-B                 | 1957 | seit November 2018 in Heber                                                                                                   |  |
| [ 4 ] [ 5 ]                   |                                                                      |       |                     |      | |  |